# Peter Rufai
Peter Rufai (24. srpna 1963 Lagos – 3. července 2025 Lagos) byl nigerijský fotbalový brankář.

## Fotbalová kariéra
Na klubové úrovni chytal za Stationery Stores FC, Femo Scorpions Enuwa, AS Dragons FC de l'Ouémé, KSC Lokeren, KSK Beveren, Go Ahead Eagles, SC Farense, Hércules Alicante, Deportivo de La Coruña a Gil Vicente FC. V Poháru UEFA nastoupil ve 2 utkáních. Za reprezentaci Nigérie chytal v letech 1983–1998, nastoupil v 65 utkáních a dal 1 gól. Byl členem nigerijské reprezentace na Mistrovství světa ve fotbale 1994, nastoupil ve 4 utkáních. Byl členem nigerijské reprezentace na Mistrovství světa ve fotbale 1998, nastoupil ve čtyřech utkáních. Byl členem nigerijské reprezentace na Africkém poháru národů v roce 1988, kdy nastoupil v 5 utkáních a s týmem skončil na druhém místě, a v roce 1994, kdy také nastoupil v 5 utkáních a s týmem pohár vyhrál. 

## Ligová bilance
| Ročník                        | Zápasy | Góly | Klub                   |
| ----------------------------- | ------ | ---- | ---------------------- |
| 1. belgická liga 1987/1988    | 1      | 0    | KSC Lokeren            |
| 1. belgická liga 1988/1989    | 5      | 0    | KSC Lokeren            |
| 1. belgická liga 1989/1990    | 0      | 0    | KSC Lokeren            |
| 1. belgická liga 1990/1991    | 0      | 0    | KSC Lokeren            |
| 1. belgická liga 1991/1992    | -      | -    | KSK Beveren            |
| 1. belgická liga 1992/1993    | -      | -    | KSK Beveren            |
| 1. nizozemská liga 1993/1994  | 12     | 0    | Go Ahead Eagles        |
| 1. portugalská liga 1994/1995 | 12     | 0    | SC Farense             |
| 1. portugalská liga 1995/1996 | 23     | 0    | SC Farense             |
| 1. portugalská liga 1996/1997 | 13     | 0    | SC Farense             |
| 1. španělská liga 1996/1997   | 10     | 0    | Hércules Alicante      |
| 1. španělská liga 1997/1998   | 8      | 0    | Deportivo de La Coruña |
| 1. španělská liga 1998/1999   | 1      | 0    | Deportivo de La Coruña |
| 1. portugalská liga 1999/2000 | 1      | 0    | Gil Vicente FC         |
| CELKEM 1. španělská liga      | 19     | 0    |                        |
| CELKEM 1. portugalská liga    | 63     | 0    |                        |
| CELKEM 1. nizozemská liga     | 12     | 0    |                        |